# Växelströmsmotor

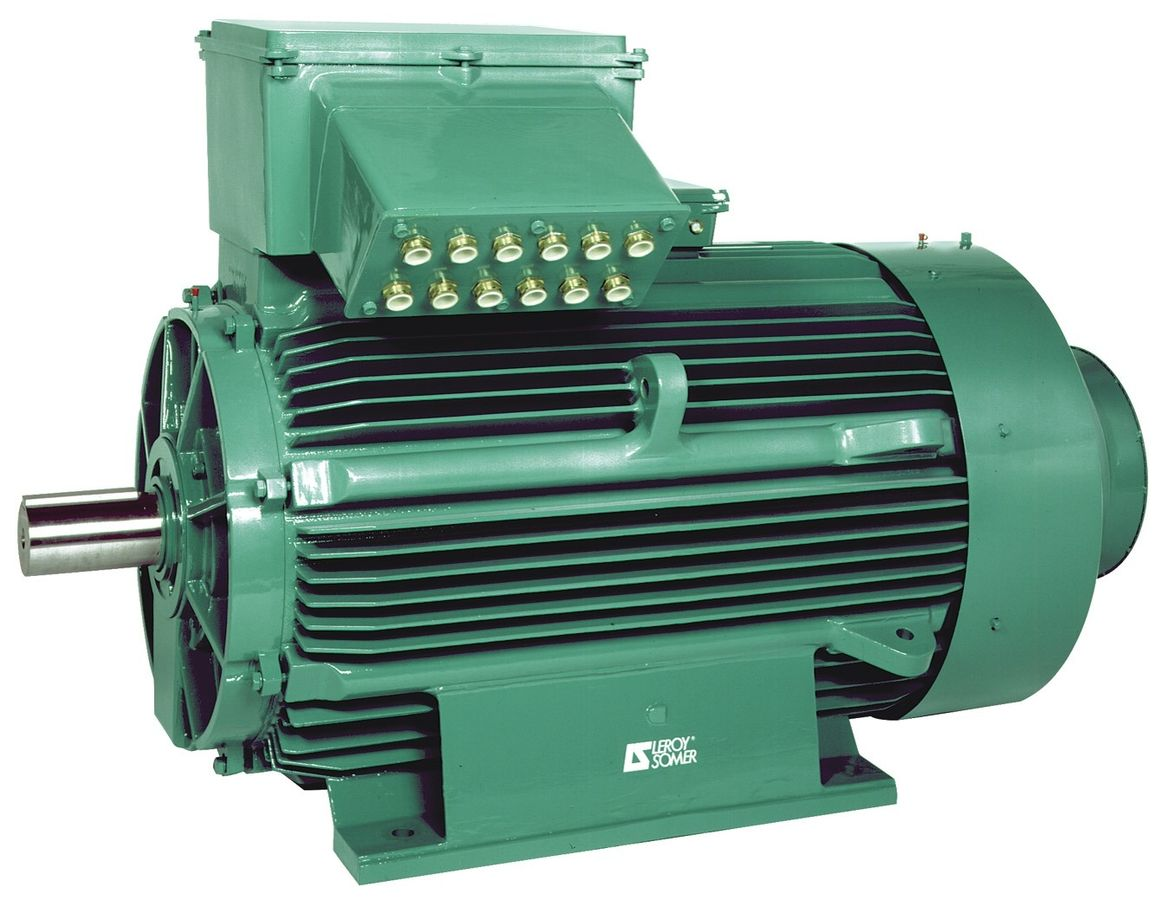
Växelströmsmotor av industriell typ med elektrisk anslutningslåda upptill och utgående roterande axel till vänster.

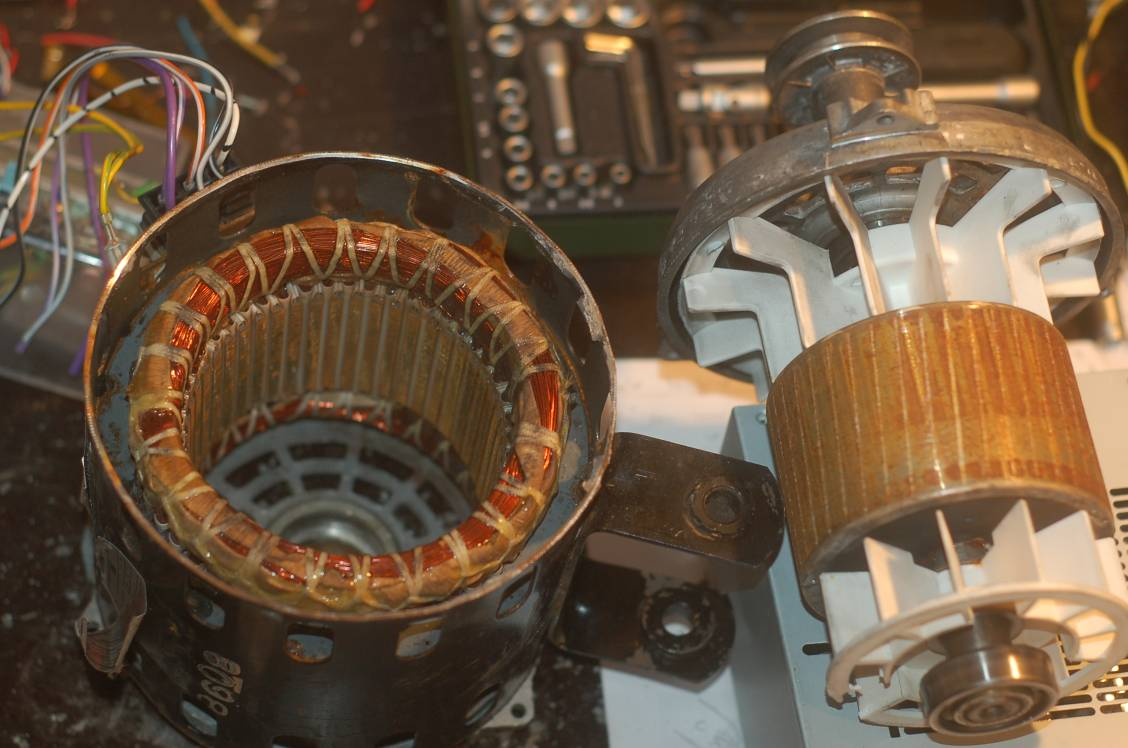
En 250 watt asynkronmotor från en tvättmaskin.

En växelströmsmotor måste matas med växelspänning och finns i två olika utföranden: synkronmotor och asynkronmotor, där asynkronmotorn är den i särklass vanligaste för industriellt bruk, oftast trefas sinusformad växelspänning, men det finns även konstruktioner som matas med enfas, där en kondensator oftast används för att skapa en extra fas.
Många mindre motorer i exempelvis dammsugare, hushållsapparater och borrmaskiner matas med enfas-växelspänning, och är allströmsmotorer som konstruktionsmässigt liknar likströmsmotorer.
Linjärmotorer är växelströmsmotorer som fungerar enligt samma princip som roterande motorer men som har sina stationära och rörliga delar anordnade i en rak linje. Istället för rotation skapas en linjär rörelse.